# Caenophthalmus irwini
Caenophthalmus irwini är en tvåvingeart som beskrevs av Lyneborg 1976. Caenophthalmus irwini ingår i släktet Caenophthalmus och familjen stilettflugor. Inga underarter finns listade.